# Rotationsbrache
Bei einer Rotationsbrache handelt es sich um ehemals landwirtschaftlich genutzte Flächen, die im Wechsel mit anderen Flächen über mehrere Jahre hinweg ähnlich der Drei-Felder-Wirtschaft, nicht bewirtschaftet werden. Dieser Begriff wird in der Schweiz genutzt um Flächen zu benennen, für deren Voraussetzungen der Artikel 51 des schweizerischen Landesrechtes zur Definition herangezogen wird.
In Deutschland versteht der Landwirt unter einer Rotationsbrache den jährlichen Wechsel zwischen dem Bewirtschaften einer Ackerfläche und dem unbewirtschafteten Begrünen einer Landfläche.

## Bestimmungen für die Rotationsbrache in der Schweiz
Rotationsbrachen nennt man in der Schweiz Flächen, die nur mit bestimmtem, von der Schweizer Forschungsanstalt festgelegtem Saatgut eingesät werden, eine bestimmte Breite und Fläche nicht übertreten, im Tal liegen und vormals als offenes Ackerland oder Dauerkulturen genutzt wurden.

## Bestimmungen für Rotationsbrachen in Deutschland
Rotationsbrachen wurden 1988 in Deutschland eingeführt, um landwirtschaftliche Flächen stillzulegen. Hauptsächlich durch Selbstbegrünung und durch Aussaat im Herbst und Frühjahr werden diese Flächen bewirtschaftet und dürfen keinerlei Düngung während ihrer Wachstumsphase bekommen.